# Tây Phú, An Giang
Tây Phú là một xã thuộc huyện Thoại Sơn, tỉnh An Giang, Việt Nam.

Trụ sở UBND xã Tây Phú đặt tại ấp Phú Thuận dưới chân cầu Hai Trân.

## Giao thông
Có tỉnh lộ 947 đi qua

## Lịch sử
- Quyết định 56-CP[3] ngày 11 tháng 03 năm 1977 của Hội đồng Chính phủ, hợp nhất huyện Huệ Đức và huyện Châu Thành thành một huyện lấy tên là huyện Châu Thành, xã Vọng Thê thuộc huyện Châu Thành
- Quyết định 181-CP[4] ngày 25 tháng 04 năm 1979 của Hội đồng Chính phủ, tách ấp Tây Phú, ấp Hai Trân của xã Vọng Thê lập thành một xã lấy tên là xã Tây Phú.
- Quyết định 300-CP[5] ngày 23 tháng 08 năm 1979 của Hội đồng Bộ trưởng, chia huyện Châu Thành thành hai huyện lấy tên là huyện Châu Thành và huyện Thoại Sơn, xã Tây Phú thuộc huyện Thoại Sơn
- Nghị định 52/2005/NĐ-CP[6] ngày 12 tháng 04 năm 2005 của Chính phủ, thành lập xã An Bình trên cơ sở 1.636 ha diện tích tự nhiên và 4.804 nhân khẩu của xã Tây Phú, 1.221 ha diện tích tự nhiên và 2.355 nhân khẩu của xã Vọng Đông.

Ngày 12 tháng 6 năm 2025, Ủy ban Thường vụ Quốc hội ban hành Nghị quyết số 1654/NQ-UBTVQH15 về việc sắp xếp các đơn vị hành chính cấp xã của tỉnh An Giang. Theo đó,  toàn bộ diện tích tự nhiên, quy mô dân số của các xã An Bình, Mỹ Phú Đông và Tây Phú thành xã mới có tên gọi là xã Tây Phú.